# でたとこプリンセス
『でたとこプリンセス』は、奥田ひとしによる漫画作品。

## 概要
小説雑誌（ライトノベル文芸誌）である富士見書房『月刊ドラゴンマガジン』にて1992年10月号から1998年11月号まで連載された、スラップスティック（ドタバタ）によるギャグコメディーを主軸としたハイ・ファンタジー漫画。
魔法の国〈ソーサランド〉の王女・ラピスを中心に繰り広げられるドタバタ騒動を主内容とした物語である。そのため基本的にはギャグ漫画だが、時折シリアスな展開や人情味あふれる物語を展開する事もあった。連載時には話数やサブタイトルの表記は無く、単行本化にあたって追加されている。サブタイトルには、該当話の登場人物（時にモブキャラのこともある）が放った言葉が用いられている。
ギャグ手法のひとつとして、登場人物がナレーションに絡む、富士見書房の他作品や過去の名作をギャグのネタにするなど、頻繁にメタフィクション（第四の壁破壊）が活用された事が特徴に挙げられる。
単行本は当初、富士見書房の富士見ファンタジアコミックスから発刊されていたが、連載途中より富士見書房の親会社となった角川書店のドラゴンコミックスにレーベル移籍した。角川書店のメディアミックス展開により、ラジオドラマとそのCD化、OVAなどの作品も制作されている。

## あらすじ
魔法の国〈ソーサランド〉。そこに生まれ育った者は、15歳の『成人の儀』を迎えてこれを受け入れると、ひとつだけ自らの適正に沿った魔法を使えるようになる。だが、この国の姫君であるラピスは王族として生まれたために「大人になった時のために」と厳しい教育（もともと朗らかでフリーダムな精神を持つラピス本人の主観による「厳しい」であるため、実はそれほどでもない）にさらされてきたことから、大人になる意味を見出すことができずにいた。これを憂慮した王妃サファイアは「自らの自覚が伴わないのに『成人の儀』を受けさせるわけにはいかない」と、自らの魔法でラピスの体の時間を戻して5歳児にしてしまう。子どもに戻った事を当初は大喜びしたラピスだったが、やがて子どもの体の不便さを痛感し悩む事となる。結果ラピスは「子供ではいられない事」を自覚し「あたしも大人になりたい！」と絶叫。その言葉とともに王妃の魔法が解除され、そしてラピスは魔法消去という偉大なる力を得る事となった。
しかし、自覚を芽生えさせて儀式を受け成人となり魔法を授かったからといって、実のところラピスのそれまでの人格が劇的に変わるわけではなかった。好奇心旺盛な割に勉強嫌いで気分屋で、時にトラブルメーカー、さらには事ある毎に魔法消去を暴発させる（魔法で生活を支えているソーサランドの人々にとってみれば、魔法消去の暴発は生活に直結するため、たまったものではない）という、でたとこまかせのプリンセスであるラピスの周りには、彼女のそのアクの強い性格から「類は友を呼ぶ」ように良しも悪しきもひっくるめ、強烈で個性的な面々が集結していく。ラピスは時に彼らと対立しあるいは慕われながらドタバタ騒動の日々を駆け抜けていく。
だが、ある日、ソーサランドに逗留していた予言者チャザムより、王家にとてつもない災いが降り注ぐことが忠告される。かつてソーサランドを開いた国祖が封印した大魔王タイガー・アイが復活するというのだ。突如、未曽有の危機に放り込まれたソーサランド。ラピスの魔法消去は、他ならぬ大魔王と対するために目覚めた力でもあった。復活した大魔王はラピスを狙うが、その身代わりとしてチャザムが犠牲となる。ラピスを守るために父王や王妃、さらに家臣たちが次々と倒れていき、あわやソーサランドが終わるかと思われた瞬間、ラピスを守ろうと彼女の前に背中を見せて立ち上がったのは、他ならぬラピスに対抗あるいは敵対していた者たちだった。彼らの活躍でついに苦境に立たされたタイガー・アイだったが、それをもってしてなおもラピスの命を奪おうと最後の一撃を放つ。だが、それをさせなかったのはラピスの従者として彼女から奴隷同然の被害を受けていたコハクだった。倒れたコハクの姿を前に、ついにラピスは自らの命をもってしてもタイガー・アイを滅する覚悟を決め、そのためにソーサランドに住まう全ての人々から魔力を分けてもらい自身最大級の魔法消去術をかけようとする。被害を受けながらもラピスを慕っていた国民たちは一致団結して彼女に協力。自らの関わってきた、すべての人々の支援を受けたラピスの力は、ついに大魔王を滅ぼすに至る。
かくて魔王を滅ぼし世界を救ったラピス。だが、平和が戻った日々の中で彼女は相変わらずの「でたとこプリンセス」だった。そんな彼女をみんな愛し、そして慕っているのである。かくてソーサランドは今日も平和なドタバタの中で日々を紡いでいくのであった。

## 登場人物
登場人物の名前は、宝石や鉱物に由来している。
ラピス
主人公。ソーサランドの王女。15歳の誕生日に行われた成人の儀にて魔法消去の力を得る。必殺技は「一徹あばれ」。幼い性格と王族らしからぬ奔放さから王位継承者としての資質を懸念されることもあるが、国民からは親しまれ人気がある。
王国の財政を傾かせるくらいプリンが大好物であり、1話の間に151個食べたこともある。対するに自作（料理全般）は不得意で、ナンドラゴラを原料とする「死ぬほど美味しいプリン」を作ってみたところ文字通りの毒であったり、気まぐれから適当に作ったプリンがあまりにも強烈な「悪魔の毒々プリン」になってしまい国を壊滅させかけたり、プリンに纏わるエピソードは多数。
コハク
「不死身の傭兵」と謳われ、若くして伝説になっている戦士。しかしその実は、神社の供え物を盗み食いしたことで呪われて不死身になったものであり、死なないだけで戦士としては非常に弱く、敵ばかりかラピスにまでよく成敗されている。武術よりもむしろ博識な面があり、特異な事件に際して解説役になることが多いのだが、誰からも博識とは認識されていない。ラピスの魔法消去であれば呪いを解けるとトパーズに聞かされてラピスの側近になり、日々こき使われている。
筋金入りの方向音痴であることに加え、 「10歳までがストライクゾーン」と公言するほど重度のロリコンで、ナンドラやパールを日々追い回している。城下でOIC（オイシー、幼子を慈しむ組合）なる組織が発足した際、名誉会長に迎えられている。
連載後期になると、ストライクゾーンでも何でもないはずのラピスにときめいたり焼きもちを焼いたりしたうえで、そんな自分に疑問を持ち悩む、という描写が出てくる。これは連載前の企画段階で挙がった設定のひとつに、コハクとラピス（の原形）が歳の差夫婦であるというものが存在した影響である。
ダイヤ=主水（もんど）
ソーサランド国王。ラピスの父。水の魔法を使う。非常に穏健で盆栽をこよなく愛する若年寄。盆栽趣味が高じた挙句、珍しい植物の蒐集家でもある。本人曰くシャイ。家族をこよなく愛するマイホームパパな一面もあり、ラピスの誘拐騒動の際には「一国の王がそんな脅しに屈するものか！」と叫びながら体はさっさとラピス解放のための身代金を用意しているという一幕を披露した事もある。しかしそれでも、厳しく出ねばならない時には、国王らしい威厳ある態度を取る。
サファイア
ソーサランド国王妃。ラピスの母。鏡の魔法を使う。朗らかで優しそうに見えるが、コハクの壮絶な悲鳴に人知れず歓喜したりラピスやオパールを折檻する際に見せたりするその姿はドS。ただし嘘をつくのは苦手。
若い頃は敵国コランダム王国の将で、同国の至宝のひとつとされる特殊能力「邪眼」を持っており、それを由来に「邪眼将軍」と呼ばれ恐れられていた。しかしコランダム王から疎まれ、粛清されそうになったところをダイヤ=主水（当時は王子）に救われて、そのまま妃として迎えられた。現在は「邪眼」を封印するため常に目を閉じており、チャザムに与えられた心眼で周囲を認識している。
ナンドラゴラ
魔法植物。マンドラゴラの亜種で、根は美幼女の形をしており、最初に引き抜いた者にインプリンティングされる。
初出は「死ぬほど美味しいプリン」の材料としてであり、僅か4コマで鍋に投入されてしまった。しかし読者人気が非常に高く、多くの復活嘆願を集めた結果、2人目（2株目）が登場しメインキャラの一人になる。通称「ナンドラちゃん」。
ラジオドラマ版では、ラピスの心変わりにより1人目（1株目）がプリンの材料としての運命を逃れ、そのままラピスの傍に居ついている。
じい
ラピスの教育係。頻繁にエスケープするラピスに手を焼いている。計算魔法の使い手。
ルビィ
ラピスのアルバイト家庭教師。多数の霊に取り憑かれた多重人格者で、涙を流す度に鷹揚になったりスパルタになったりする。辟易したラピスがユーレカに除霊させた結果、本来の人格に戻るが、それは極端な悲観主義で何かと言うと手首を切る性格だった。
ユーレカ
王家お付きの魔法学者。専門は心霊術で宮廷治癒術師（いわゆる王家付きの医師）でもある。事ある毎にラピスに無理難題をふっかけられては失敗して、彼女の「一徹あばれ」の被害者になっているのだが、非力な文理系気質であるため泣き寝入りする事が多い。
ヒデナイト
王城の園芸師。大きい体格を持つ割に無口で声が小さく、どもり癖がある。心優しく穏やかかつ真面目な大人しい性格で、王様からの信頼も篤い。実はソーサランドが危機に陥る時に、どこからともなく現れるという伝説の魔法使い「魔法番長」の末裔であり、その名跡を受け継ぐ者。有事の際には、家伝の学ランと学帽を「セットアップ」して魔法番長に変身する。
ジャスパー
クレソ=ベリル親政王国に仕える忍軍一軍の頭領だったが、紆余曲折を経て主君を見限り、ラピスに仕えるようになった。ジル、コニアという2人の息子がいる。
配下の下忍たち（アンザン、ゲンブ、カコウなど）はソーサランド帰属後、財政難により（ラピスのプリン代確保のため）、全員が城下で副業を持つ「第二種兼業忍者」になっている。
トパーズ
北の魔女。コハクに劣らぬ幼女愛好者で、魔法薬で5歳児状態に変身させたラピスを手に入れようと常々狙っている。しかしラピスからはおばさん扱いされ、「北の魔女トパーズ（独身）」とわざわざ独身であることを強調して呼ばれている。
サンゴ
川辺の市民街に住む一般市民で10歳の少女。ラピスを「姫姉様」と慕っている子どもたちのひとり。年齢や王族としての特徴を除けば、ラピスによく似た容姿をしている。そのため、城に帰り辛くなっていたラピスに身代わりをさせられて王族の生活を経験するが、営利誘拐に巻き込まれてしまう。一方でラピスはサンゴに成りすまして庶民の生活を体験し、家事などに少しだけ気持ちを向けるきっかけを得た。
タイガー・アイの騒動の際には、王家の出した避難指示の布告に「姫姉様が残るならあたしも残る！」と抵抗。この言葉をきっかけに、大多数の市民たちが王家への親愛のためにソーサランドへの残留を望む事となった。結果、彼女のこの決断こそが後にラピスが放ち魔王を滅ぼす事になる大規模魔法消去術への布石となっている。
オパール
ソーサランドの隣国であるアマゾ=ナイト王国の王女。11歳。獣使いの能力を持つが、犬猫などの小動物しか操れない。のちに王国を守護する獣神アメジストに心根を認められ、能力が上昇する。
ラピスには幼い頃から散々いじめられており、仕返しを目論んでいる。コハクに「オバン」呼ばわりされ激怒する。
パール
オパールの妹。9歳。姉同様の獣使いで、姉とは異なり大型肉食獣を操れる。礼儀正しいがちゃっかり者。
ヒスイ
アマゾ=ナイト王国の女王。オパール&パール姉妹の母親。京言葉をベースとした話し方をする。コランダムにいた頃のサファイアとは血で血を洗うライバルだったが、同時に互いの立場を解りあう「拳で語り合う親友」でもあった。サファイアがソーサランドの王妃となってからは、出会って言葉抜きに実戦同様の壮絶な組手を交わし挨拶とする仲である。
アレクサンド＝ライト
ソーサランドと友好関係を持つ、ブリリアント大陸西岸の大帝国「ライト帝国」の第一王子で、通称「アレク王子」。風の魔法の使い手。クレソ=ベリル親政王国のアズ姫が婚約者で、後に婚姻の儀を結ぶ。
非常に理知的で礼儀正しい人物だが、杓子定規で慇懃無礼な部分も否めない。ラピスを一目見て、教育係のじいに対し「この国を滅ぼすおつもりか？」という言葉を放った人物。激怒したラピスと魔法対決に及ぶも、2度に亘ってラピスをあっさりといなしてしまう。
のちに城下へ出た際に、ラピスが庶民の心に沿い慕われている姫である事を知り、自らの不明を恥じてラピスに詫びるが、癇癪を起していたラピスは彼の対応に感情とともに魔法消去を暴走させる。大災害になりかねない事態に全力で対処したライトは人事不省に陥ってしまい、ラピスはこの事で自らの幼さを自覚し、深い自己嫌悪に陥った。
結果、ラピスの初恋の相手になるのだが、アズ姫の存在が判明して淡くも破れる事になった。だが、アレクとアズ姫との婚姻の儀に際し、アレクとラピスとの間にスキャンダルが仕組まれる。
チャザム
流浪の占い師にして伝説の大予言者。占った相手の未来を自らの思い通りに確定させる「傀儡の札」を持っている。見た目は幼い少女だが、実年齢は2000歳以上で、サファイアやジャスパーと親交がある。実はラピスの名付け親でもある。
タイガー・アイ
原作におけるラスボス。かつてソーサランド王家によって封印されていた魔王。異界で力を蓄えた果てに、ついに封印を破り、精神体としてソーサランド王宮に顕現した。精神体であるために他者に取り憑かないと実体化できないが、逆に取り憑く依代が無かった時には余剰の瘴気が毒ガスとなってソーサランド全体を覆うため、どうしても生贄となる依代を用意せねばならず、「あえて依代に取り憑かせた後に倒す」という苦肉の策を取った。
顕現したタイガー・アイは、自らを倒す力を持つラピスを依代として狙うが、ラピスを庇ったチャザムが身代わりに取り憑かれてしまう。結果、チャザムの能力を得て圧倒的な魔力で立ち向かう人々を嘲笑い屠っていく。しかしラピスが築いてきた人との絆、その縁により集ってきた人々の攻撃の前に怯み、最後は皆の力を集めて放たれたラピス渾身の魔法消去を喰らうことで、自身の魔力ごと消滅した。
健康三兄弟
OVA版オリジナルキャラクター。太古の昔に封印されていた邪悪な存在。しかし、長い時の流れの中で邪悪ではなく聖なる存在として語り継がれたために、封印が解かれてしまった。その正体は、3人とも非常に病弱で不健康なため、健康に異常なほど執着するようになった兄弟である。アクアロードの町を、中に入ったものは皆健康的な生活を強要される健康結界を張り支配していた。3人の力が一つに結集すると巨大な怪獣に姿を変え、命中した人を健康にする破壊光線を放つ（着弾すると爆発し周囲を破壊するが、人間に当たるとその人間が健康体になり、持病の腰痛などが治る）。

## 書誌情報
全6巻。富士見ファンタジアコミックス（富士見書房、第1巻初版のみ）→ ドラゴンコミックス（角川書店）。
各巻の冒頭には描き下しの番外編がカラーページで付されている。内容は本作登場人物による童話・名作のパロディ。
- 第1巻（番外編原典：赤ずきん） ISBN 4-04-926048-4
- 第2巻（番外編原典：竹取物語） ISBN 4-04-926074-3
- 第3巻（番外編原典：走れメロス） ISBN 4-04-926094-8
- 第4巻（番外編原典：人魚姫） ISBN 4-04-926114-6
- 第5巻（番外編原典：蜘蛛の糸） ISBN 4-04-926121-9
- 第6巻（番外編原典：西遊記） ISBN 4-04-926130-8

## OVA
1997年から1998年にかけてバップより発売された。全3巻。また、このOVA発売に際して、当時、奥田が『天地無用!』の情報誌（パイオニアLDC発行）に連載していた四コマ漫画『天地御免!G』にてラピスが乱入する回が執筆・掲載された。

### 声の出演
- ラピス：宮村優子
- ナンドラ：かないみか
- コハク：関智一
- 国王：大塚明夫
- 王妃：川村万梨阿
- 爺：青野武
- トパーズ：久川綾
- アニー：川崎恵理子（第1巻）
- ライライ：半場友恵（第2巻）
- 手下A：高木渉
- 手下B：鈴木勝美
- エレナ：根谷美智子（第1巻）
- ジュワイ：新山志保（第2巻）
- オクチュール：白鳥由里（第2巻）
- 蒟蒻村長：結城比呂（第2巻）
- セレーナ聖女：篠原恵美（第3巻）
- 健康三兄弟：江原正士（第3巻）

### スタッフ
- 原作 - 奥田ひとし（角川書店ドラゴンコミックス刊）
- 監督 - 新房昭之
- シリーズ構成 - 関島眞頼
- キャラクターデザイン - 数井浩子
- 美術監督 - 吉原俊一郎
- 美術設定 - 平沢晃弘、村山衣絵
- 色設定 - 丸山美江子
- 撮影監督 - 中條豊光
- 編集 - 関一彦、小林容子
- 音響監督 - 渡辺淳
- 音楽 - 見良津健雄
- プロデューサー - 大島満、中村浩敏、米桝博之、阿部倫久
- 制作プロデューサー - 佐藤孝
- 制作 - ティーアップ、J.C.STAFF
- 製作 - バップ

### 主題歌
オープニングテーマ「ショコラ・オ・レ」
作詞・作曲・編曲・歌 - 松浦有希
エンディングテーマ「天使のおへそ」
作詞 - 石川華子 / 作曲・編曲 - 見良津健雄 / 歌 - 宮村優子、かないみか

### 各話リスト
| 話数  | サブタイトル                   | 脚本       | 絵コンテ | 演出     | 作画監督                                  |
| ----- | ------------------------------ | ---------- | -------- | -------- | ----------------------------------------- |
| Vol.1 | かわいい娘にはムリヤリ旅させろ | 久保田雅史 | -        | -        | 数井浩子（レイアウト） 中山由美、大木良一 |
| Vol.2 | プリンの森の決闘               | 関島眞頼   | 中山勝一 | 中山勝一 | 中山由美                                  |
| Vol.3 | 恐怖の健康三兄弟               | 久保田雅史 | 山川吉樹 | -        | 数井浩子                                  |

## 備考・注釈
1. ↑  プリンを食べるシーンは第1話からあったが、「プリンセスだけにプリン好き」という読者投稿を作者が気に入ったため定着した。『ドラゴンマガジン』1998年11月号p.20。
2. ↑  『ドラゴンマガジン』1998年11月号pp.22-23。
3. ↑  タチが悪い事にラピスにとっては「いっしょに遊んでいた」だけの事であり、いじめの自覚が無い。一方でいくつかの出来事に関してはオパールの逆恨みや誤解もある。
4. ↑  パイオニアLDC・PACファンクラブ情報誌内『天地御免!G』第四十回（奥田ひとし『天地無用! 砂沙美伝説』収録、p.161）。オチは『天地無用!』の製作元であるパイオニアLDCから怒られるというものだったが、『天地無用!』の製作は後に本作と同じバップに移っている。